# Presidentvalet i Kroatien 2014–2015
Presidentvalet i Kroatien 2014–2015 ägde rum den 28 december 2014 med en andra valomgång den 11 januari 2015. Då ingen av de fyra kandidaterna fick 50% eller mer av rösterna i den första valomgången hölls en andra valomgång den 11 januari 2015. Väljarna fick i den andra valomgången välja mellan den sittande presidenten Ivo Josipović, med möjlighet att väljas för en andra och sista mandatperiod, och Kolinda Grabar-Kitarović.
I den andra och avgörande valomgången av det kroatiska presidentvalet vann Kolinda Grabar-Kitarović med 50,74% av rösterna mot den sittande presidenten Ivo Josipović som fick 49,26% av rösterna.
Valet blev historiskt av flera skäl. Det var det ditintills jämnaste presidentvalet någonsin i landet och det första där den sittande presidenten inte valdes igen för en andra och sista mandatperiod. Grabar-Kitarović blev den yngsta personen och den första kvinna i landet att tillträda presidentposten vilket skedde den 19 februari 2015. Hon var den första personen sedan 1999 från det konservativa partiet HDZ och den andra personen efter Franjo Tuđman från samma parti att inneha presidentämbetet.         

## Valresultat

### Första valomgången
I den första valomgången röstade 1 787 928 personer eller 47,12 av landets 3 794 293 röstberättigade. Rösterna fördelades enligt nedan:
| Kandidat                     | Antal röster | Andel röster i procent |
| ---------------------------- | ------------ | ---------------------- |
| Kolinda Grabar-Kitarović     | 665 379      | 37,22                  |
| Ivo Josipović                | 687 678      | 38,46                  |
| Milan Kujundžić              | 112 585      | 6,30                   |
| Ivan Vilibor Sinčić          | 293 570      | 16,42                  |
| Ogiltiga eller blanka röster | 27 791       | 1,56                   |
| Totalt                       | 1 787 928    | 47,12                  |

### Andra valomgången
I den andra valomgången var valdetagandet större än i det första. I den andra valomgången röstade 2 258 887 personer eller 59,05% av landets 3 825 242 röstberättigade. Rösterna fördelades enligt nedan:
| Kandidat                 | Antal röster | Andel röster i procent |
| ------------------------ | ------------ | ---------------------- |
| Kolinda Grabar-Kitarović | 1 114 945    | 50,74                  |
| Ivo Josipović            | 1 082 436    | 49,26                  |

### Fotnoter
1. 1 2 3 4 5 6  Kroatiska valkommissionen Arkiverad 5 mars 2016 hämtat från the Wayback Machine. (kroatiska)
2. 1 2  Jutarnji list Arkiverad 8 december 2014 hämtat från the Wayback Machine. (kroatiska)
3. ↑  Kroatiska valkommissionen (kroatiska)
4. ↑  Kroatiska valkommissionen Arkiverad 5 mars 2016 hämtat från the Wayback Machine. (kroatiska)